# Polydesmus areatus
Polydesmus areatus är en mångfotingart som beskrevs av Peters 1864. Polydesmus areatus ingår i släktet Polydesmus och familjen plattdubbelfotingar. Inga underarter finns listade i Catalogue of Life.